# هولوداو
هولوداو (به لاتین: Huludao) یک شهر مرکزی در جمهوری خلق چین است که در لیائونینگ واقع شده‌است.

## خصوصیات
هولوداو ۱۰٬۴۱۵ کیلومترمربع مساحت و ۲٬۷۸۷٬۰۳۲ نفر جمعیت دارد.

## خواهرخوانده
شهر لاس وگاس خواهرخواندهٔ هولوداو هست.